# Rinoceronte FM
Rinoceronte FM fue una estación de radio que se emitió en señal online a través de Internet y app para iPhone y Android, con estudios ubicados en Santiago de Chile, inició sus transmisiones el 18 de marzo de 2014, y finalizó sus transmisiones el 31 de diciembre de 2017.

## Historia
Fundada por Julián García-Reyes Subercaseaux
, exdirector de Radio Horizonte entre 2004 y 2010, además de hijo del ex controlador de las radioemisoras Oasis y Horizonte, Julián García-Reyes Anguita, quien vendió la propiedad de las radios al Grupo Luksic en el año 2013.
Rinoceronte FM estaba inspirada en los mejores tiempos de Radio Horizonte, siguiendo con el formato de música rock alternativa, rock y pop independiente, además de los derivados de la electrónica y los clásicos de todos los tiempos.
Además se anunció su próximo cierre el 31 de diciembre de 2017.

## Equipo

### Dirección
- Julián García-Reyes Subercaseaux (director general)
- Rodrigo Bravo (director creativo)
- Pelagio Infante (director de operaciones)
- Francisco Marshall (director audiovisual)

### Personal
- Michel Poblete (programación)
- Gerardo Maluje (locutor principal)
- Nicolás Castro (presentador)
- Ina Groovie (presentadora)
- Diego Cifuentes (presentador)